# アチャコのどっこい御用だ
『アチャコのどっこい御用だ』（アチャコのどっこいごようだ）は、1961年3月26日から1962年4月29日までTBS系列局で放送された朝日放送製作のコメディ番組。全58回。花菱アチャコの冠番組。前田製菓の一社提供。放送時間は毎週日曜 18:00 - 18:30 (JST) 。

## 概要
戦前は漫才師として、戦後はラジオや映画で活躍した花菱アチャコの初テレビレギュラー番組。
放送は1年強続き、次いで共演者の藤田まこと・白木みのるを主演に、同スタッフ・同スポンサーによる上方コメディの傑作『てなもんや三度笠』を開始する。そして1972年3月終了の特撮番組『好き! すき!! 魔女先生』まで、この枠はABCの制作枠となる。

## 出演者
- 花菱アチャコ
- 横山アウト
- 白木みのる
- 平参平
- 笑福亭松之助
- 初音礼子
- 藤田まこと
- 林美智子
- ほか

## スタッフ
- 脚本：香住春吾、香川登志緒
- 演出：澤田隆治
- 制作：ABC